# Демократический центр (Франция)
Демократический центр (фр. Centre Démocrate, CD) — центристская христианско-демократическая политическая партия во Франции, которая существовала с 1966 по 1976 год.

## История
Жан Леканюэ, бывший министр, сенатор и один из лидеров христианско-демократической партии Народно-республиканское движение (MRD), во время президентских выборов 1965 года собрал более 15 % и занял в первом туре третье место после генерала Де Голля и объединённого кандидата левых сил Франсуа Миттерана. Решив воспользоваться своей популярностью, Леканюэ начинает создавать новую партию. 7 января 1966 года он публикует манифест Демократического центра был опубликован, а 2 февраля 1966 года была основана новая партия. Первоначально она объединяла членов центристского христианско-демократического Народно-республиканского движения (MRP), либерально-консервативного Национального центра независимых и крестьян (CNIP) и правоцентристской Радикальной партии. Новая партия должна была стать альтернативой как голлистскому большинству (обвиняемому в евроскептицизме, национализме и авторитаризме), так и левой оппозицией (которая была марксистской и антиклерикальной).
Но популярность Леканюэ быстро упала, и вскоре Демократическоий центр стал терять членов и сторонников. Первыми его покинули радикалы (в том числе Морис Фор), которые предпочли присоединиться к альянсу Федерация демократических и социалистических левых сил (FGDS), объединившему под лидерством Франсуа Миттерана некоммунистические левые силы, оппозиционные режиму Пятой республики.
Перед парламентскими выборами 1967 года часть членов партии покинули её, чтобы присоединиться к голлистскому движению Союз демократов за Пятую республику. По итогам выборов партия получила только 13,4 % голосов и 41 депутата в Национальном собрании, которые вошли в группу «Прогресс и современная демократия». Год спустя CNIP покинул Демократический центр. На досрочных выборах 1968 года партия получила уже 10,3 % голосов и 33 места.
В 1969 году партия призвала проголосовать «нет» на референдуме о регионализации и реформе Сената, который завершился поражением и отставкой Де Голля. На досрочных президентских выборах 1969 года Демократический центр поддержал кандидатуру Алена Поэра, председателя Сената. Поэр вышел во второй тур, но был побеждён Жоржем Помпиду, бывшим премьер-министром-голлистом. Позже в том же 1969 году некоторые центристы присоединились к президентскому большинству и кабинету Жака Шабана-Дельмаса, реформатора-голлиста, и основали Центр демократии и прогресса (CDP), в который перешло большинство членов Демократического центра. Таким образом, в начале 1970-х годов существовало две центристские христианско-демократические партии: CDP, составная часть президентского большинства, и Демократический центр, который оставался в оппозиции. Несмотря на это, Демократический центр смягчил свою оппозицию президентскому большинству. Более того, решения правительства Жака Шабана-Дельмаса часто совпадают с предложениями партии.
В 1972 году Демократический центр и центристская Радикальная партия Жан-Жака Серван-Шрайбера вместе с несколькими небольшими центристскими партиями сформировали коалицию Реформаторское движение (MR). Тем не менее, из-за мажоритарной избирательной системы им пришлось заключить избирательные соглашения с президентским большинством в ряде округов на парламентских выборах 1973 года, по итогам которых партия получила 34 места. На досрочных президентских выборах 1974 года Демократический центр поддержал кандидатуру правоцентриста Валери Жискар д'Эстена и после его победы стал частью президентского большинства.
23 мая 1976 года Демократический центр воссоединился с раскольниками из CDP, чтобы сформировать новую партию, Центр социальных демократов (CDS). 1 февраля 1978 года CDS присоединился к недавно созданному альянсу поддержки президента Жискар д’Эстена Союз за французскую демократию (UDF).